# Histadrut

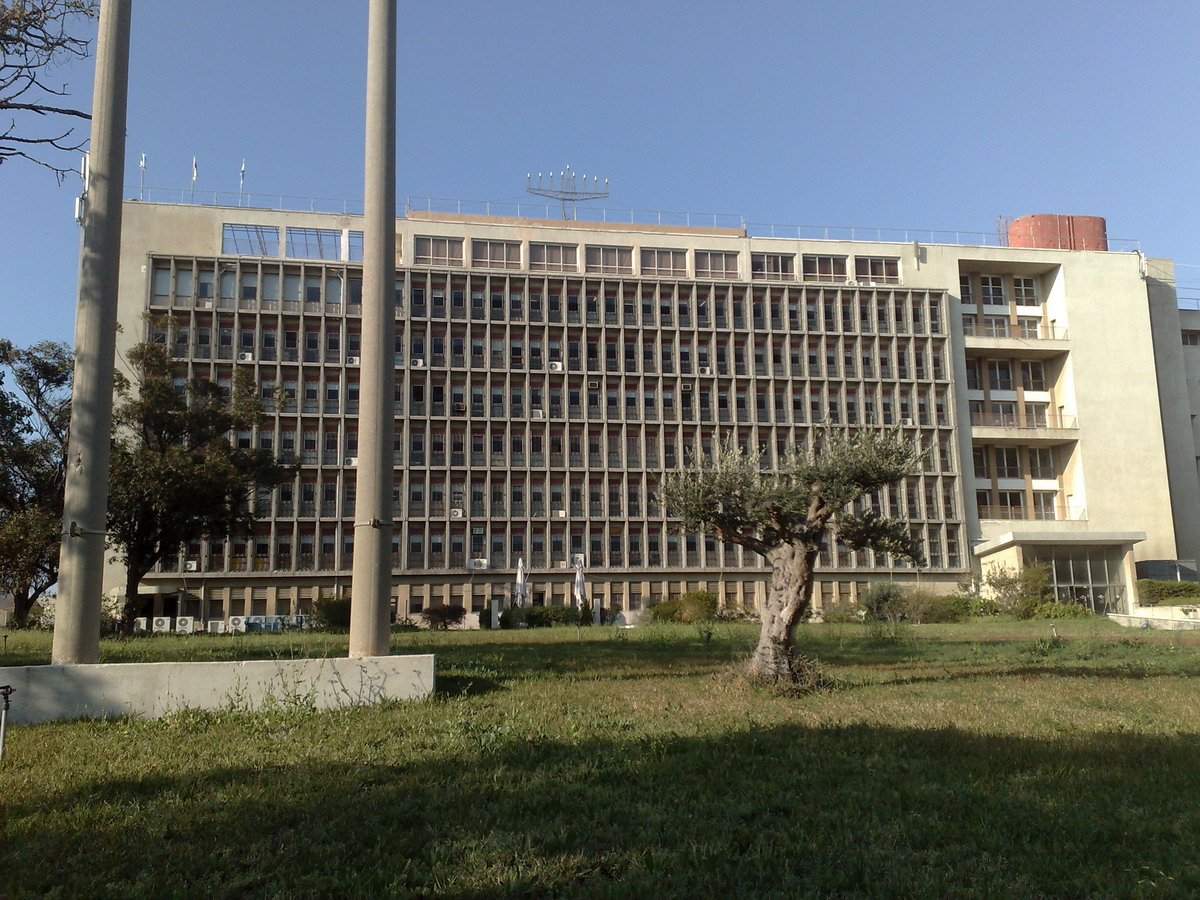
Budova Histadrutu v Arlozorovově ulici v Tel Avivu

Histadrut (hebrejsky הסתדרות‎, celým názvem Všeobecná organizace pracujících v zemi Izrael, hebrejsky ההסתדרות הכללית של העובדים בארץ ישראל‎, ha-Histadrut ha-klalit šel ha-ovdim be-Erec Jisra'el) je izraelský odborový svaz se sídlem v Tel Avivu s 650 tisíci členy. Byl založen v prosinci 1920 v Haifě jako židovský odborový svaz, jehož cílem bylo „zajištění práce, družstevního zásobování, učňovského školení a vzdělávání.“ Michael Krupp popisuje Histadrut následovně:
Histadrut se nespokojil s úkolem běžných odborů, totiž se zastupováním zájmů pracujících vůči zaměstnavatelům. Prvním a nejnaléhavějším úkolem bylo opatřit dělníkům pracovní místa. Zakládáním různých podniků se sám Histadrut stal podnikatelem. Dokázal přivést dělnické strany k dlouho vytoužené jednotě, stal se jedním z nejdůležitějších faktorů při výstavbě země a získal moc, kterou jako odborové organizace neztratil ani tehdy, když se v roce 1929 spojily Poalej Cijon a ha-Po'el ha-ca'ir v Mapaji, „Dělnickou stranu země Izrael“

V době svého založení v roce 1920 měl Histadrut přibližně 4400 členů a o dva roky později 8394 členů, což však byla pouhá polovina židovské dělnické třídy v Palestině. K roku 1927 se však jednalo již o 25 tisíc členů, což bylo 75 % všech židovských pracujících v Palestině.
Prostřednictvím své ekonomické větve Chevrat ha-ovdim („Společnost pracujících“) Histadrut vlastnil a provozoval množství podniků, včetně největších izraelských průmyslových konglomerátů, včetně největší izraelské banky ha-Po'alim. Histadrut rovněž poskytoval komplexní systém zdravotní péče Klalit. V roce 1924 založil také mládežnické hnutí dnes známé pod názvem ha-No'ar ha-oved ve-ha-lomed, které se mimo jiné podílelo na zakládání židovských osad.
Histadrut také měl významné postavení na mediálním trhu. Vydával deník Davar (od roku 1925) a pro potřeby nových imigrantů i deník Omer (od roku 1950) tištěný včetně hebrejských znamének pro samohlásky.
V roce 1934 byl revizionistickým hnutím jako protiváha centristicky a levicově orientované odborové centrály Histadrut založen odborový svaz Histadrut ha-ovdim ha-le'umit.